# Teplá Vltava
Teplá Vltava este un râu din Republica Cehă, principala sursă a râului Vltava. Curge prin regiunea Boemia de Sud. Până la confluența sa cu Studená Vltava⁠(d), de unde continuă ca Vltava, Teplá Vltava are o lungime de 54,3 kilometri (33,7 mi).

## Etimologie
Numele Vltava este derivat din cuvintele proto-germanice wilt-ahwa, cu sensul de „apă sălbatică”. Atributul teplá are sensul de „cald”, în comparație cu Studená Vltava, cu sensul de „Vltava rece”.

## Caracteristici

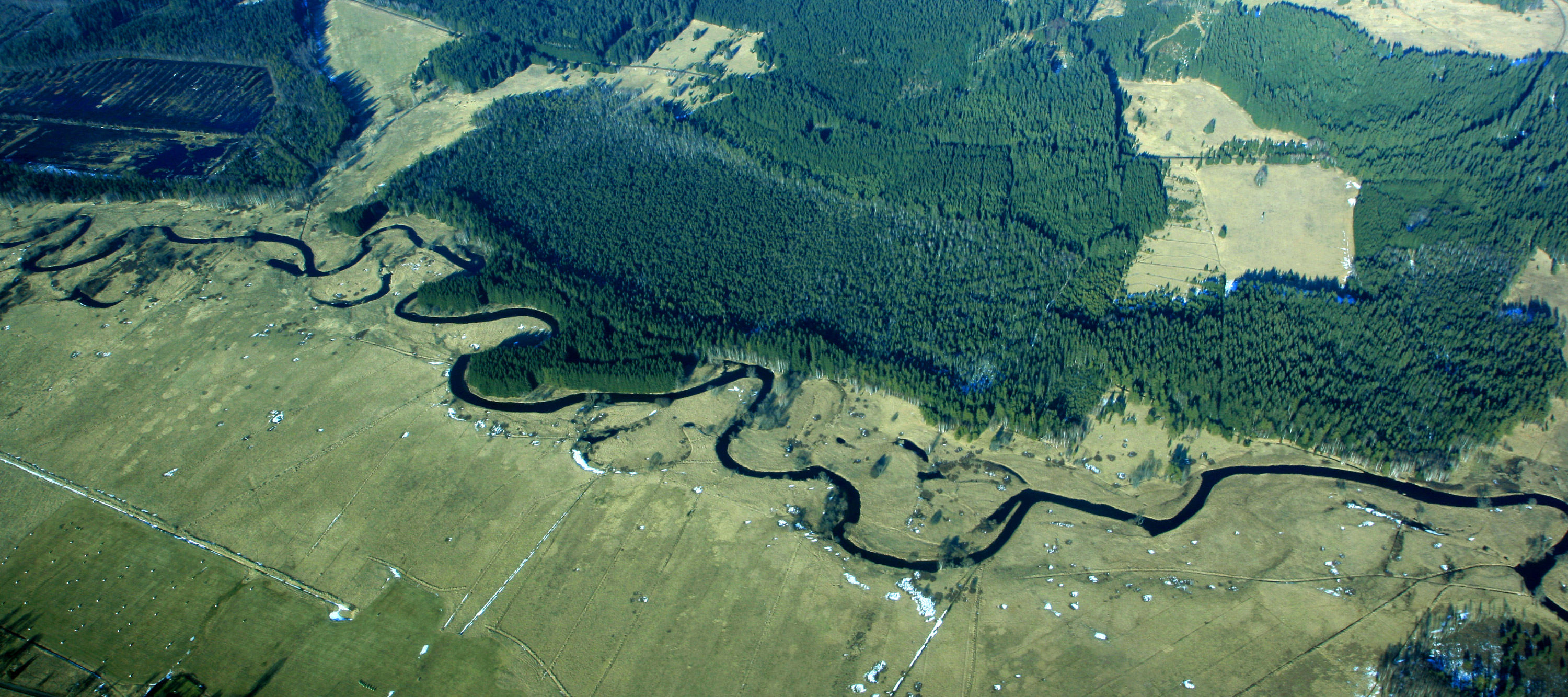
Meandre ale râului Teplá Vltava

Din punct de vedere al gospodăririi apelor, Vltava și Teplá Vltava formează un singur râu cu o singură numerotare a kilometrilor de râu. Teplá Vltava își are izvorul pe teritoriul comunei Kvilda⁠(d) din Munții Pădurea Boemiei, la o altitudine de 1.174 m (3.852 ft), pe versantul Muntelui Černá hora⁠(d) și se varsă în exclava Pěkná a comuneiNová Pec⁠(d), unde se unește cu râul Studená Vltava⁠(d) la o altitudine de 731 m (2.398 ft) și continuă ca Vltava. Are o lungime de 54,3 kilometri (33,7 mi). Bazinul său hidrografic are o suprafață de 347,58 kilometri pătrați (134,20 mi2), din care 26,34 kilometri pătrați (10,17 mi2) se găsesc în Germania și 321,24 kilometri pătrați (124,03 mi2) în Republica Cehă.
Cei mai lungi afluenți ai râului Teplá Vltava sunt:
| Nume afluent   | Lungime (km) | Afluent de |
| -------------- | ------------ | ---------- |
| Řasnice        | 20,9         | dreapta    |
| Volarský potok | 11,1         | stânga     |
| Vltavský potok | 9,3          | dreapta    |
| Vydří potok    | 9,1          | stânga     |

## Curs
Râul curge prin teritoriile comunelor Kvilda⁠(d), Borová Lada⁠(d), Horní Vltavice⁠(d), Lenora⁠(d), Volary, Stožec⁠(d) și Nová Pec⁠(d).

## Corpuri de apă
Se găsesc 102 corpuri de apă în zona bazinului hidrografic, dar niciunul nu este semnificativ. Cel mai mare dintre corpurile de apă este lacul artificial Žďárecké jezírko cu o suprafață de 1,6 hectare, care este alimentat cu apă de pârâul Častá.

## Natură
Întregul curs al râului este situat în Parcul Național Šumava (cel mai mare parc național din Cehia) și în Zona de Peisaj Protejat Šumava. Printre speciile obișnuite de pești din Teplá Vltava se numără păstrăvul de munte, zglăvoaca, mihalțul și lipanul.

## Turism
Teplá Vltava este recomandat pentru turismul fluvial, dar datorită amplasării într-o zonă protejată, vâslitul este permis doar în anumite condiții.